# Лаутербах (Вартбург)
Лаутербах (нем. Lauterbach) — община в Германии, в земле Тюрингия.
Входит в состав района Вартбург. Подчиняется управлению Мила. Население составляет 651 человек (на 31 декабря 2010 года). Занимает площадь 6,62 км².